# Isidor Isaac Rabi
Isidor Isaac Rabi (ur. 29 lipca 1898 w Rymanowie, zm. 11 stycznia 1988 w Nowym Jorku) – amerykański fizyk pochodzenia żydowskiego, laureat Nagrody Nobla w dziedzinie fizyki za rezonansową metodę obserwacji właściwości magnetycznych jąder atomowych.

## Życiorys
Isidor Isaac Rabi urodził się w austro-węgierskiej Galicji, na terenie obecnej Polski, w żydowskiej rodzinie Davida Rabi i Janet Teig. Jego ojciec w 1899 wyemigrował do Stanów Zjednoczonych. Isidor rozpoczął naukę w szkole, lecz w wieku czterech lat wraz z matką wyjechał do USA, gdzie dołączył do ojca i osiedlił się w Nowym Jorku. Studiował chemię na Uniwersytecie Cornella, gdzie uzyskał tytuł licencjata w 1919. Trzy lata później, w 1921 rozpoczął studia podyplomowe z fizyki na tym samym uniwersytecie. Kontynuował je później na Uniwersytecie Columbia, gdzie w 1927 uzyskał doktorat za pracę nad magnetycznymi właściwościami kryształów. Dzięki różnym stypendiom wyjechał na dwa lata do Europy, gdzie w różnych okresach czasu pracował z innymi fizykami, m.in. z Nielsem Bohrem i Wernerem Heisenbergiem. W roku 1929 wrócił na Columbia University jako wykładowca fizyki teoretycznej, gdzie osiem lat później, w 1937 został profesorem.
W latach 1940–1945 kierował grupą naukowców, pracującą w Massachusetts Institute of Technology nad konstrukcją radaru. W latach 1946–1956 był członkiem amerykańskiej komisji ds. energii atomowej, a po rezygnacji Roberta Oppenheimera był jej przewodniczącym w latach 1952–1956.
Był pomysłodawcą stworzenia międzynarodowego laboratorium CERN w Genewie, oraz Brookhaven National Laboratory koło Nowego Jorku. Jego najważniejszym dokonaniem naukowym było opracowanie metody pozwalającej na mierzenie właściwości magnetycznych jąder atomowych, za co w roku 1944 otrzymał Nagroda Nobla w dziedzinie fizyki.
O Edwardzie Tellerze, ojcu bomby wodorowej, powiedział: „…świat byłby dużo lepszym miejscem bez niego”.
Laureat Medalu Oersteda za nauczanie fizyki (1982).

## Publikacje (wybór)
Na stronie internetowej APS Jornal wymieniono 48 prac, a wśród nich najczęściej cytowane:
- Space Quantization in a Gyrating Magnetic Field, I.I. Rabi, Phys.Rev. 51, 652 (1937), 558 cytowań,
- Measurement of Nuclear Spin, G. Breit and I.I. Rabi, Phys.Rev. 38, 2082 (1931), 300 cytowań,
- Use of Rotating Coordinates in Magnetic Resonance Problems, I.I. Rabi, N.F. Ramsey, J. Schwinger, Rev.Mod.Phys. 26, 167 (1954), 198 cytowań,
- A New Method of Measuring Nuclear Magnetic Moment, I.I. Rabi, J.R. Zacharias, S. Millman, P. Kusch, Phys.Rev. 53, 318 (1938), 179 cytowań
- The Molecular Beam Resonance Method for Measuring Nuclear Magnetic Moments. The Magnetic Moments of Li63, Li73 and F199, I.I. Rabi, S. Millman, P. Kusch, J.R. Zacharias, Phys.Rev. 55, 526 (1939), 154 cytowania,
- An Electrical Quadrupole Moment of the Deuteron The Radiofrequency Spectra of HD and D2 Molecules in a Magnetic Field, J.M.B. Kellogg, I.I. Rabi, N.F. Ramsey, Jr., J.R. Zacharias, Phys.Rev. 57, 677 (1940), 126 cytowań,
- The Magnetic Moments of the Proton and the Deuteron. The Radiofrequency Spectrum of H2 in Various Magnetic Fields, J.M.B. Kellogg, I.I. Rabi, N.F. Ramsey, Jr., J.R. Zacharias, Phys. Rev. 56, 728 (1939), 92 cytowania.

## Życie prywatne
W 1926 roku ożenił się z Helen Newmark. 24 września 1929 urodziła się jego pierwsza córka Nancy Elizabeth, a w 1934 druga – Margaret Joella.
W roku 1971 odwiedził rodzinny Rymanów.